# Minuit, le soir
Minuit, le soir est une série télévisée québécoise en 37 épisodes de 23 minutes, diffusée entre le 12 janvier 2005 et le 29 mars 2007 sur Radio-Canada. Elle est rediffusée à partir du 1er avril 2025 à Télé-Québec.
En France, la série a été redoublée et diffusée à partir du 22 septembre 2007 sur Cinécinéma Culte et rediffusée à partir du 5 juillet 2009, puis à partir du 4 juillet 2010 sur France 2.
Écrite par Pierre-Yves Bernard et Claude Legault et réalisée par Podz (Daniel Grou), la série fut remarquée par son originalité et sa sensibilité[réf. souhaitée]. La musique de Nicolas Maranda, Mathieu Desaulniers et DJ Kal y joue un rôle important, alors que de longues séquences se déroulent sans dialogue.
Bien que les images promotionnelles du titre ne la contiennent pas, la virgule apparaît entre « minuit » et « le » dans les documents officiels.

## Synopsis
Tournée et située à Montréal, Minuit, le soir suit les aléas de trois videurs de bar, tant au travail que dans leur vie privée. Le titre évoque le cycle de travail des videurs et le fait qu'ils travaillent de nuit.

### Première saison
Marc, Gaétan et Louis travaillent tous les trois au bar Le Manhattan comme portiers. Ils y font régner l'ordre, le respect, mais également la terreur chez les clients qui dérangent le fonctionnement du bar. Leur vie ne dépend que de leur emploi. Mais l'arrivée de Fanny, la nouvelle propriétaire, change tout. Les trouvant trop vieux, pas assez cultivés, violents, etc. : elle les renvoie. Mais émue par leur passion pour leur travail, elle les reprend à la condition qu'ils s'adaptent. Ils auront de grands progrès à faire pour changer leur façon de se comporter.

### Deuxième saison
Le choc est grand au SAS : la mafia a décidé d'y installer ses revendeurs de drogue coûte que coûte. Alors que Fanny se défend, mettant la vie de tout le monde en danger, Marc, toujours frustré de s'être fait plaquer par elle au profit de Yan, son ennemi, tente de se reconstruire. Gaétan, toujours amoureux de Brigitte, une prostituée, est hanté par un démon du passé et Louis met définitivement les femmes de côté après s'être fait rejeter maintes fois. Fanny, en plus d'avoir un amoureux infidèle, devra faire face à un autre homme dont la révélation la laissera sidérée.

### Troisième saison
La dernière saison s'achève sur un événement particulièrement stressant : un examen imposé à tout individu pratiquant la sécurité. Alors que Gaétan et Louis sont nerveux, Marc est confiant. À leur grande surprise, Gaétan et Louis seront acceptés et Marc, à cause d'un casier judiciaire jusqu'alors inconnu, sera recalé. Une grande introspection commencera pour lui. Il devra tout d'abord affronter les démons du passé qui l'habitent et son karma face à la mort, avant de pouvoir retrouver la sérénité. Gaétan verra la dette de drogue de Brigitte réglée, mais l'aimera-t-elle finalement ? Louis doute toujours de son orientation sexuelle. La trouvera-t-il ? Même Fanny aura sa dose d'émotions alors qu'elle tente peu à peu de se reconstruire après le départ de Yan et la mort de son frère Nino. Elle ne sera pas prête à se laisser aller dans les bras de quelqu'un, et ce quelqu'un a un nom précis : Marc. Les verrons-nous tomber dans les bras l'un de l'autre avant la fin de la saison ? Ou bien chacun trouvera-t-il l'amour de son côté ?

## Fiche technique
- Auteurs : Pierre-Yves Bernard avec la collaboration de Claude Legault
- Conseillère à la scénarisation : Michèle Tougas
- Réalisateur : Daniel Grou (alias PodZ)
- Productrice : Diane England
- Production : Zone 3
- Format d'image : NTSC 480i
- Langue : français

## Distribution
- Claude Legault : Marc Forest
- Julien Poulin : Gaétan Langlois
- Louis Champagne : Louis Bergeron
- Julie Perreault : Fanny Campagnolo
- Karine Lagueux : Anne-Julie
- Jessica Malka : Félicia Cormier
- Benoît Girard : M. Rochon
- Stéphane Gagnon : Yan Gladu
- Martin Plouffe : Antoine Moreau
- Henri Pardo : Stevie
- Ruth Chiang
- Julie Le Breton : Brigitte
- Rosalie Julien : Claudia
- James Gill : James, le barman
- Igor Ovadis : psychologue
- France Parent : Sylviane
- Stéphane Crête : Jacques, le psychiatre
- Yan England : Tom
- Salomé Corbo : Cynthia, la fée des fleurs
- Danny Gilmore : Nino Campagnolo
- Jean-François Harrisson : Henri
- Nicholas Rousselle : vendeur de drogue
- Natasha Thompson : Myriam
- Louis-Philippe Dandenault : représentant de la mafia
- Marie-Ève Beaulieu : Agnès

## Diffusion en France
Bien que la série soit québécoise, France 2 a néanmoins exigé, pour la diffuser, qu'elle soit doublée en français de France, ce qui fut critiqué par les téléphiles français,.

## Critiques
Diffusée par Radio-Canada, la série a été encensée à la fois par la critique et par le public, atteignant un auditoire de 1,3 million de téléspectateurs pendant sa première saison. Minuit, le soir a gagné un total de dix-sept prix Gémeaux.

## Récompenses
- Prix Gémeaux 2005 : Meilleur premier rôle masculin dans une série dramatique pour Claude Legault
- Prix Gémeaux 2005 : Meilleur montage pour une dramatique
- Prix Gémeaux 2006 : Meilleure série dramatique
- Prix Gémeaux 2006 : Meilleur premier rôle masculin dans une série dramatique pour Claude Legault
- Prix Gémeaux 2006 : Meilleure réalisation pour une série dramatique
- Prix Gémeaux 2006 : Meilleur texte pour une série dramatique
- Prix Gémeaux 2006 : Meilleurs décors pour toutes catégories
- Prix Gémeaux 2006 : Meilleur montage pour une dramatique
- Prix Gémeaux 2006 : Meilleure direction photo pour une dramatique
- Prix Gémeaux 2006 : Prix Jean-Besré
- Prix Gémeaux 2007 : Meilleure série dramatique
- Prix Gémeaux 2007 : Meilleur rôle de soutien masculin dans une série dramatique pour Julien Poulin
- Prix Gémeaux 2007 : Meilleure réalisation pour une série dramatique
- Prix Gémeaux 2007 : Meilleur texte pour une série dramatique
- Prix Gémeaux 2007 : Meilleur montage pour une dramatique
- Prix Gémeaux 2007 : Meilleur son pour une dramatique
- Prix Gémeaux 2007 : Meilleure musique originale pour une dramatique
- RITV Reims 2007 : Prix du jury de la meilleure série ou feuilleton
- RITV Reims 2007 : Prix du public de la meilleure série ou feuilleton
- RITV Reims 2007 : Prix Cinecinema Auteur
- RITV Reims 2007 : Prix SACD du meilleur scénario pour Pierre-Yves Bernard